# جرالد مارتینا
جرالد مارتینا (به انگلیسی: Gerald Martina) کشتی گیر بازنشسته کشور ایرلند است.
مارتینا تنها شرکت کننده ایرلندی در تاریخ مسابقات کشتی المپیک می‌باشد که در المپیک ۱۹۵۶ ملبورن در وزن ۸۷ کیلوگرم شرکت داشت و به مقام چهارم دست یافت. در همین وزن و همین المپیک بود که اسطوره کشتی ایران غلامرضا تختی توانست با شکست بوریس کولائف از شوروی به مدال طلا دست یابد.